# Good Day
Good Day jest debiutanckim singlem duetu The Dresden Dolls, wziętym z debiutanckiej płyty "The Dresden Dolls". Oryginalnie został opublikowany przez Important Records w grudniu 2003 w nakładzie 500 sztuk. Zestaw także zawierał fotografią ze śpiewającą Amandą Palmer i Brianem Viglione`em. Płyta została ponownie wydana w październiku 2005 przez własną wytwórnie Amandy 8 Ft. Records podczas trasy koncertowej zespołu Fall 2005 North American. Okładka drugiego wydania przedstawiała obraz namalowany przez Barnaby Whitfield, która odtwarzała zdjęcie z pierwszego wydania.
Strona B, "A Night at the Roses," zawiera widoczną różnicę brzmienia zespołu od typowego, przyziemnego, z wkładem wokalu i tamburynu Palmer oraz Viglione'a grającego na gitarze elektrycznej. Piosenka była jedynie dostępna na singlu do roku 2007, kiedy Important zawarł ją na IMPREC100 – A Users Guide to the First 100 Important Releases kompilacji CD. Utwór może być także dostępny jako część cyfrowego pobierania na No, Virginia... 10 czerwca 2008..

## Lista utworów
- Strona A: "Good Day" – 5:51
- Strona B: "A Night At the Roses" – 4:54

## Wykonawcy
- Amanda Palmer – pianino, organy, wokal, teksty
- Brian Viglione – perkusja, gitara, wokal
- Ad Frank – gitara ("Good Day")
- Shawn Setaro – gitara basowa ("Good Day")